# USS LST-947
O USS LST-947 foi um navio de guerra norte-americano da classe LST que operou durante a Segunda Guerra Mundial.